# Quartier de la Porte-Saint-Martin
Quartier de la Porte-Saint-Martin är Paris 39:e administrativa distrikt, beläget i tionde arrondissementet. Distriktet är uppkallat efter Porte Saint-Martin, en triumfbåge uppförd av arkitekten Pierre Bullet på initiativ av Ludvig XIV.
Tionde arrondissementet består även av distrikten Saint-Vincent-de-Paul, Porte Saint-Denis och Hôpital Saint-Louis.

## Sevärdheter
- Saint-Laurent
- Porte Saint-Martin
- Le Splendid
- Théâtre de la Renaissance
- Théâtre Antoine

## Bilder
| - De fyra administrativa distrikten i Paris tionde arrondissement. - Kyrkan Saint-Laurent. - Théâtre de la Renaissance. |

## Kommunikationer
- Tunnelbana – linje  – Jacques Bonsergent